# Aleksandr Viktorovič Ivanovskij
Aleksandr Viktorovič Ivanovskij (Kazan', 29 novembre 1891 – Leningrado, 12 gennaio 1968) è stato un regista cinematografico russo.

## Filmografia parziale

### Regista
- Il palazzo e la fortezza[1] (1924)
- Stepan Chalturin (1925)
- I decabristi (1926)[2][3]
- Iuduška Golovlёv (1933)
- Dubrovskij (1936)[4][5]
- Vragi (1938)
- Una storia musicale (1940)
- Anton Ivanovič si arrabbia (1941)
- Sil'va (1944)
- Solistka baleta (1947)
- Ukrotitel'nica tigrov (1954)